# Pardosa ranjani
Pardosa ranjani là một loài nhện trong họ Lycosidae.
Loài này thuộc chi Pardosa. Pardosa ranjani được Pawan U. Gajbe miêu tả năm 2004.